# Basilica di Santa Maria degli Angeli (Assisi)

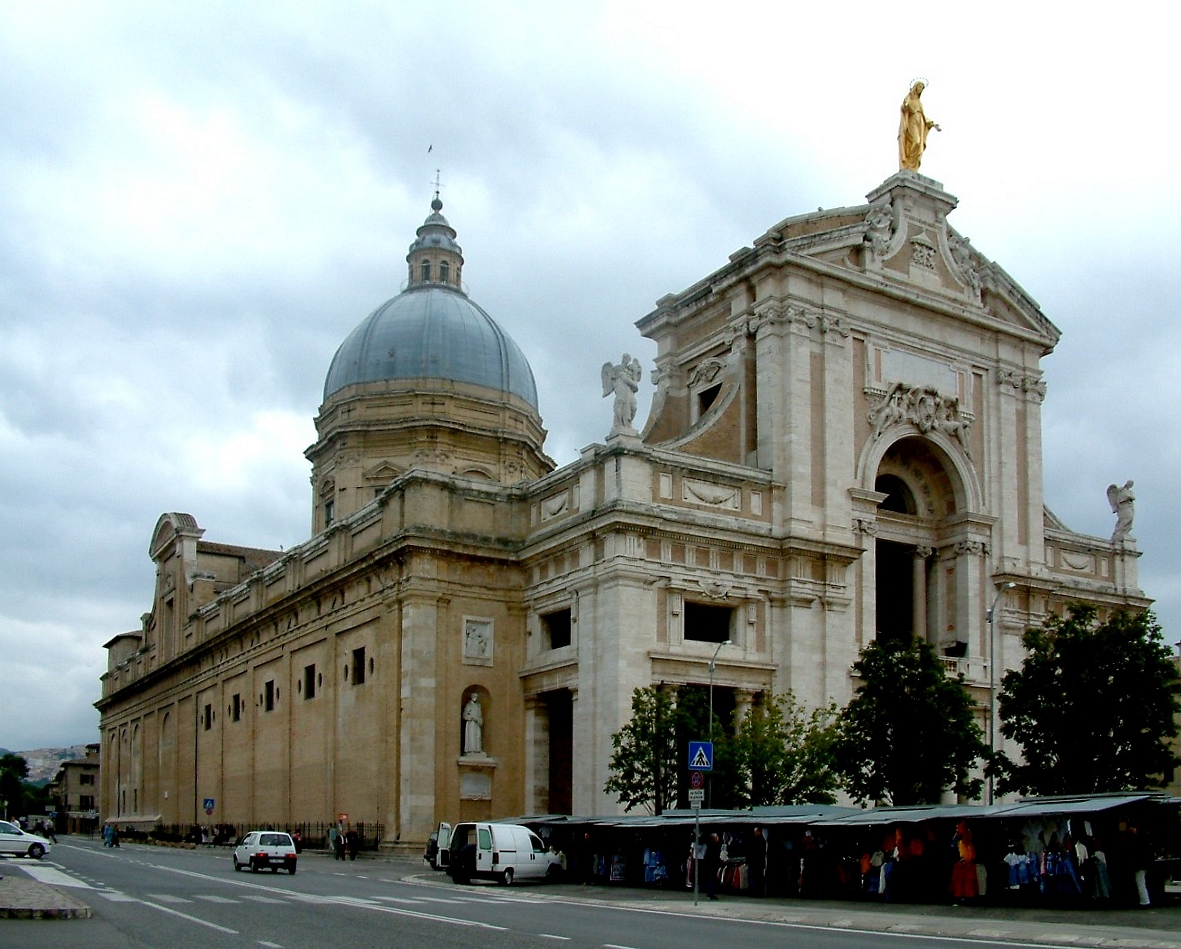
Basilica di Santa Maria degli Angeli in Assisi

De Basilica di Santa Maria degli Angeli (Basiliek van de Heilige Maria der Engelen) is een monumentale kerk uit de late renaissance die zich aan de voet van de heuvel van Assisi bevindt, in de frazione (buurtschap) Santa Maria degli Angeli. De basiliek werd gebouwd tussen 1569 en 1679 door de bouwmeesters Galeazzo Alessi en Giacomo Barozzi da Vignola. De basiliek werd over een kleine kapel heen gebouwd, de zogenaamde Portiuncula - dit is de heiligste plaats voor de Franciscanen. Daar ontving de jonge Franciscus van Assisi een helder besef van zijn roeping en nam hij afstand van de wereld om, te midden van de armen, in armoede te leven. In de Portiuncula begon de bedelorde van de Franciscanen of minderbroeders.
De basiliek maakt sinds 2000 deel uit van het Werelderfgoed van de UNESCO "Assisi, Sint-Franciscusbasiliek en andere Franciscaanse locaties".

## Geschiedenis

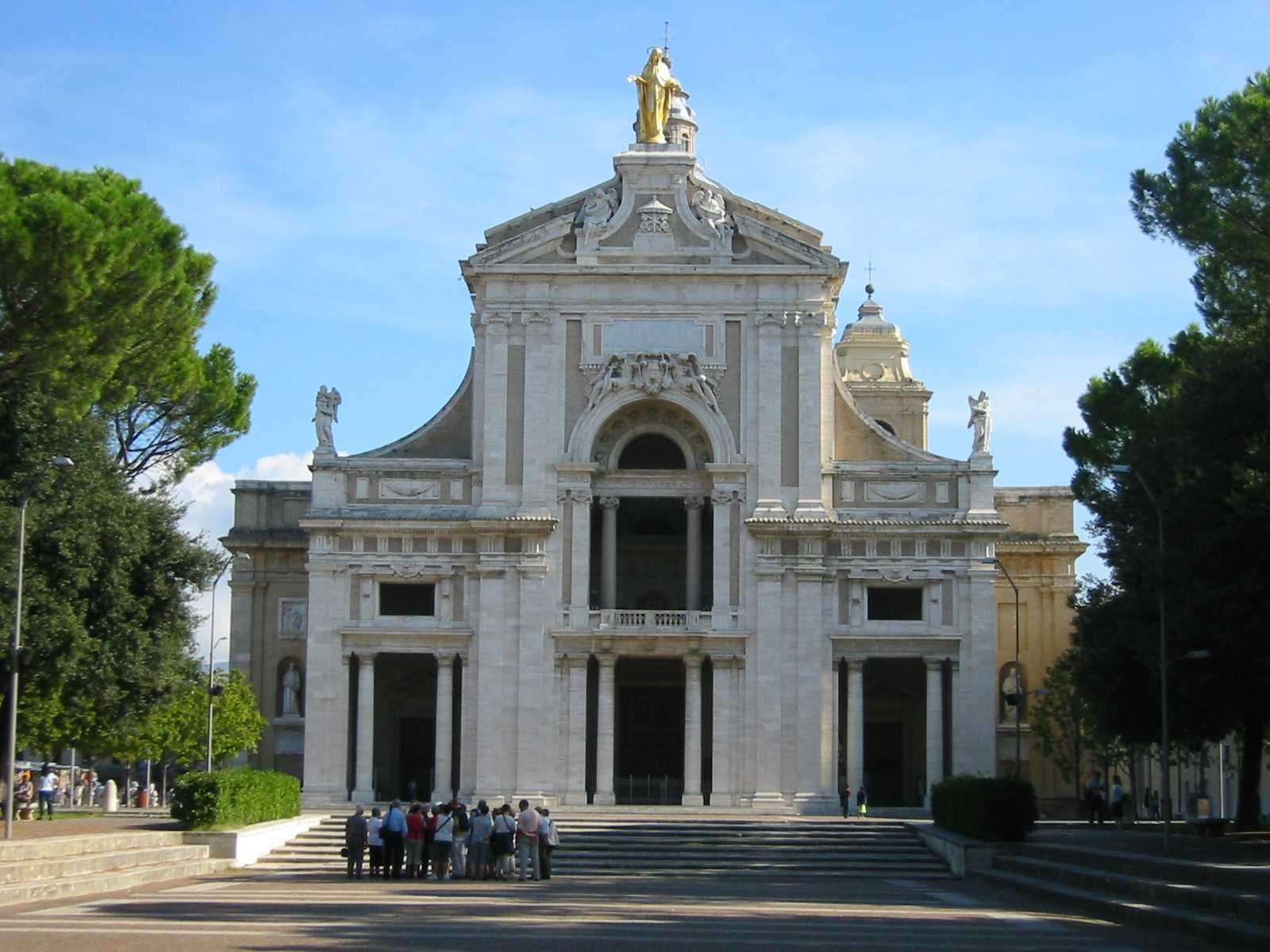
Façade van de basiliek met bovenop bronzen standbeeld Madonna degli Angeli

Na de dood van Sint Franciscus in 1226, bouwden de monniken verschillende kleine gebouwtjes rondom de Portiuncula. In 1230 werden er nog enkele aan toegevoegd, waaronder een refter (eethuis). In de loop van de tijd kwamen daar nog kleine zuilengangen en voorzieningen voor de monniken bij. Enkele funderingen van deze bouwwerken werden ontdekt tijdens de opgravingen die tussen 1967 en 1969 plaatsvonden onder de vloer van de huidige basiliek.
Vanwege de grote toestroom van pelgrims naar Assisi om daar de "Genade van Assisi" te ontvangen, de zogenaamde Portiuncula-aflaat, werd de ruimte van de kapel al gauw te klein om alle bezoekers te kunnen herbergen. De behoefte ontstond aan een veel grotere kerk die de kleinere kapel in zich zou kunnen opnemen. De omringende gebouwen werden op last van Paus Pius V afgebroken, behalve de Transito-Kapel: de plaats waar Sint Franciscus was gestorven. Met de bouw van de basiliek werd op 25 maart 1569 een begin gemaakt.
Dit vorstelijke kerkgebouw, in die tijd wat grootte betreft de zevende kerk op aarde, werd ontworpen in een krachtige maniëristische stijl die een voorafschaduwing was van de barok-architectuur. De architecten waren Galeazzo Alessi en Giacomo Barozzi da Vignola. De bouw vorderde langzaam omdat die afhankelijk was van tekortschietende giften. De opvallende koepel die rust op een achthoekige zuilenstructuur met acht gekroonde poortramen werd voltooid in 1667. De kerk werd geheel afgebouwd in 1679. In 1684 werd er een klokkentoren aan toegevoegd. Het was aanvankelijk de bedoeling dat er twee gelijkende torens zouden komen, maar de tweede is nooit gebouwd.
Als gevolg van een hevige aardbeving stortte op 15 maart 1832 het centrale kerkschip, een deel van een zijbeuk en het koor in. De koepel bleef overeind, maar had wel een brede scheur. Ook de apsis en de zijkapellen bleven overeind. In 1836 werd begonnen met de restauratie van de basiliek onder leiding van de architect Luigi Poletti. De herbouw werd voltooid in 1840. Poletti had de façade een nieuw neoclassicistisch aanzien gegeven. Tussen 1924 en 1930 herkreeg de façade haar oorspronkelijke maniëristische uiterlijk, onder verantwoordelijkheid van Cesare Bazzani (Rome, 5 maart 1873 – Rome, 30 maart 1939). Het door de beeldhouwer G. Colasanti gemaakte, vergulde bronzen standbeeld Madonna degli Angeli (Onze-Lieve-Vrouw van de Engelen) werd in 1930 boven op de façade geplaatst.
Op 11 april 1909 werd de kerk door Paus Pius X verheven tot "patriarchale basiliek en pauselijke kapel".

## Beschrijving

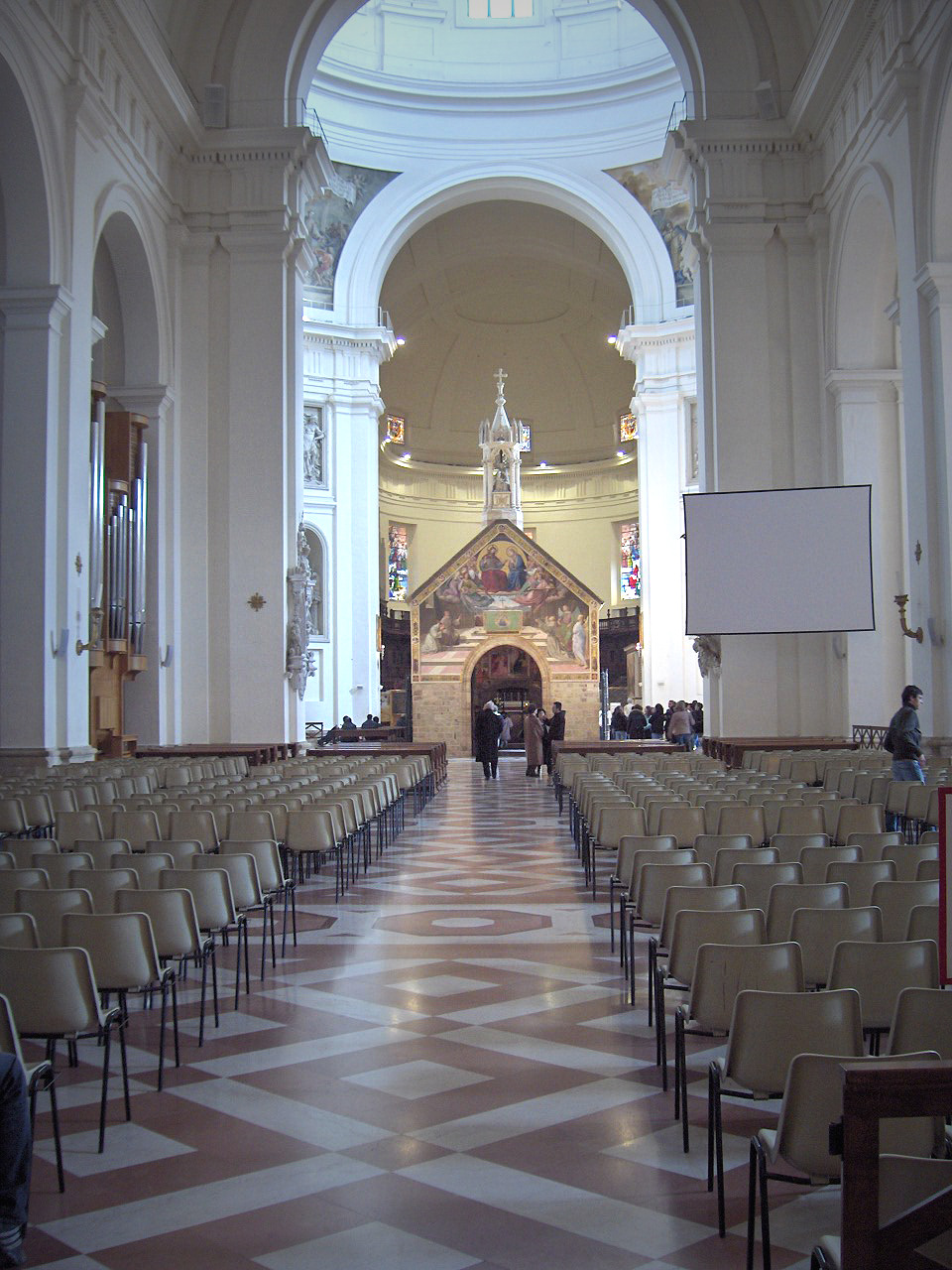
Kerkschip met Portiuncula

De basiliek heeft een rechthoekige plattegrond, verdeeld over een centraal kerkschip en twee zijbeuken die geflankeerd worden door tien zijkapellen, met aan het uiteinde een transept en een lang koor in een halfronde apsis die vanaf de grond is opgebouwd. De Portiuncula is recht onder de koepel gesitueerd. De kerk is 126 m lang, 65 m breed en de koepel is 75 m hoog.
Het interieur is eenvoudig maar elegant. Het vertoont slechts weinig decoratie, in tegenstelling tot de zijkapellen. Het kerkschip en de zijbeuken werden herbouwd in een neoclassicistische, Dorische stijl door Luigi Poletti. In de apsis bevinden zich het hoogwaardige houten koor met houtsnijwerk van de franciscaner monniken uit 1689, de pauselijke cathedra met bas-reliëfs van E. Manfrini, en het pauselijke altaar. De Transito-kapel, de cel waarin Sint Franciscus stierf, is bewaard gebleven. Het is geplaatst in een nis van het koor, tegen de zuilen van de koepel aan de rechterzijde.
De zijkapellen zijn gedecoreerd door grote kunstenaars uit verschillende perioden, onder wie Antonio Circignani (alle schilderingen in de kapel van St. Anne, 1602-1603), Francesco Appiani, (kapellen van St. Anthonius en St. Petrus in banden, 1756–1760) en Ventura Salimbeni (1602).

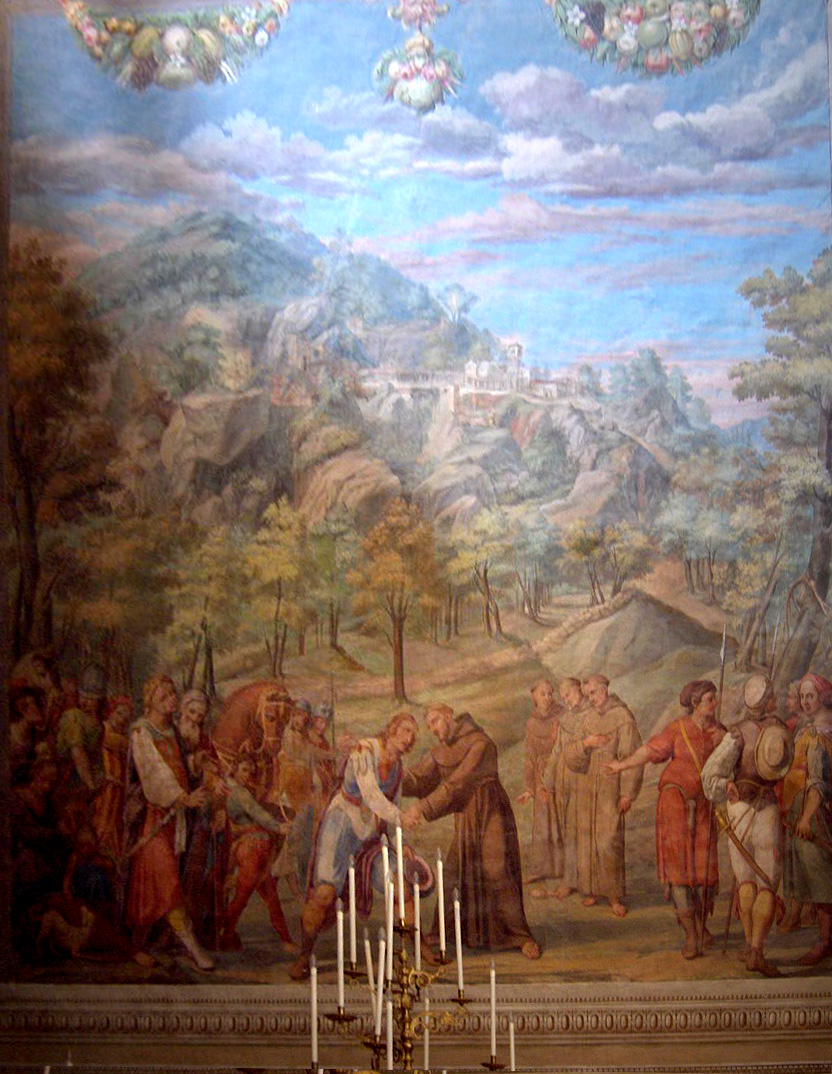
St. Franciscus ontvangt mannen en vrouwen in de Derde Orde van Boetedoening, in Cannara; schilderij door Baldassare Croci (1602-1603)
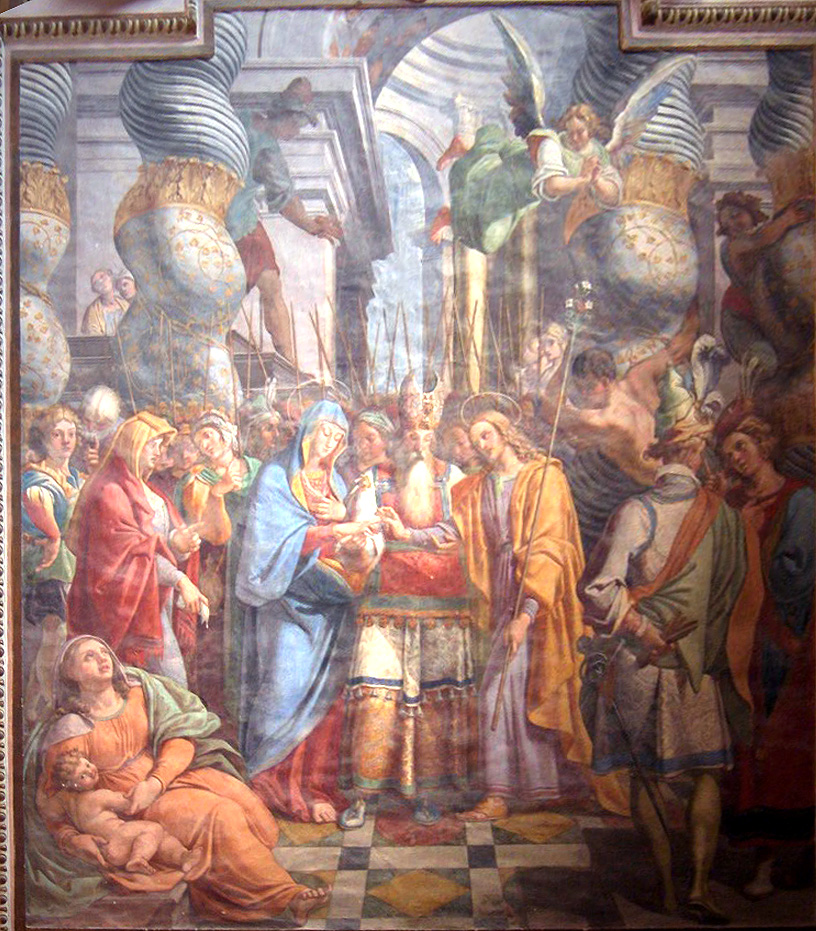
Bruiloft van de Heilige Maagd, schilderij door Antonio Circignani (Pomarancio) (1602-1603)
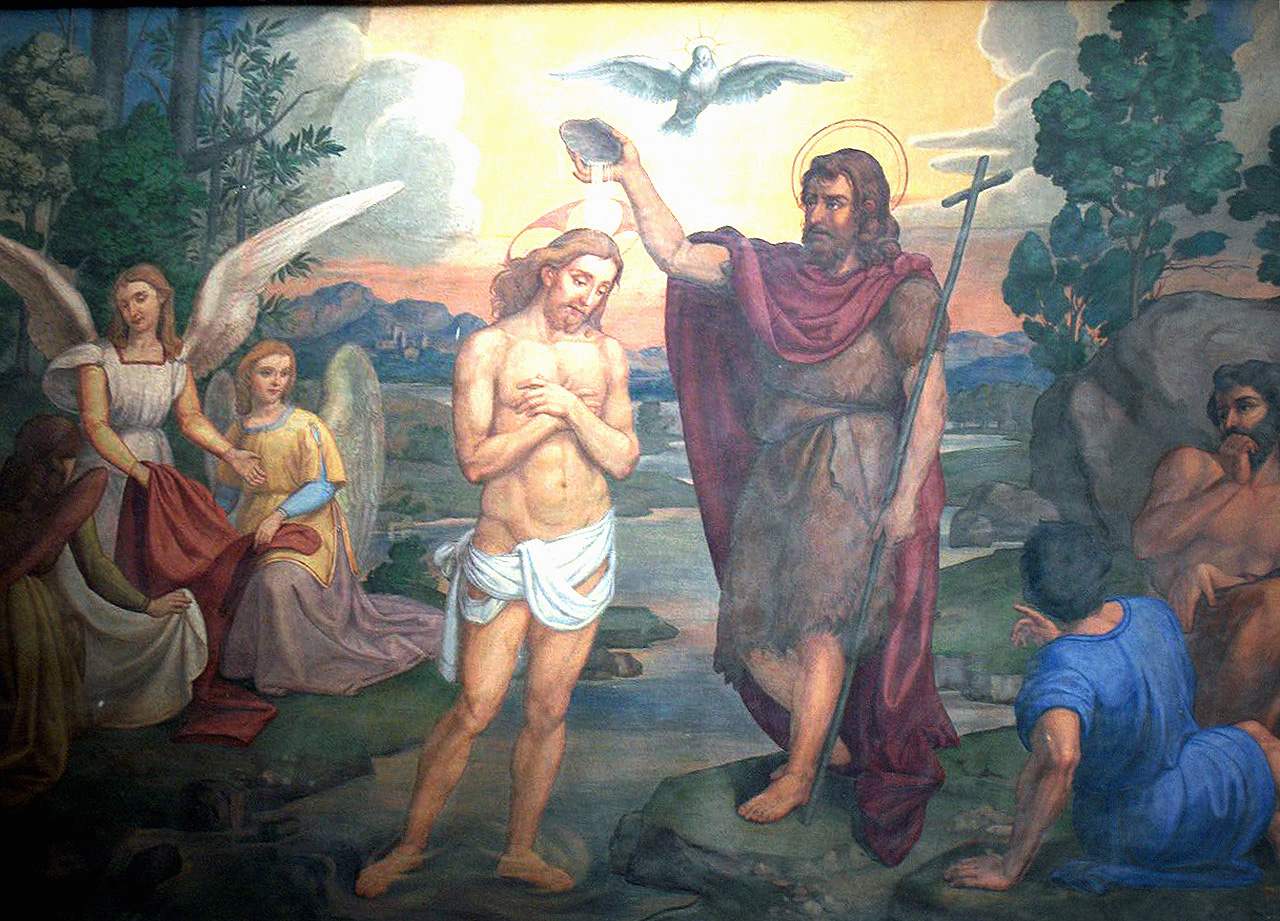
St. Johannes de Doper doopt Jezus in de Jordaan; schilderij door Giorgetti di Assisi

## De Portiuncula

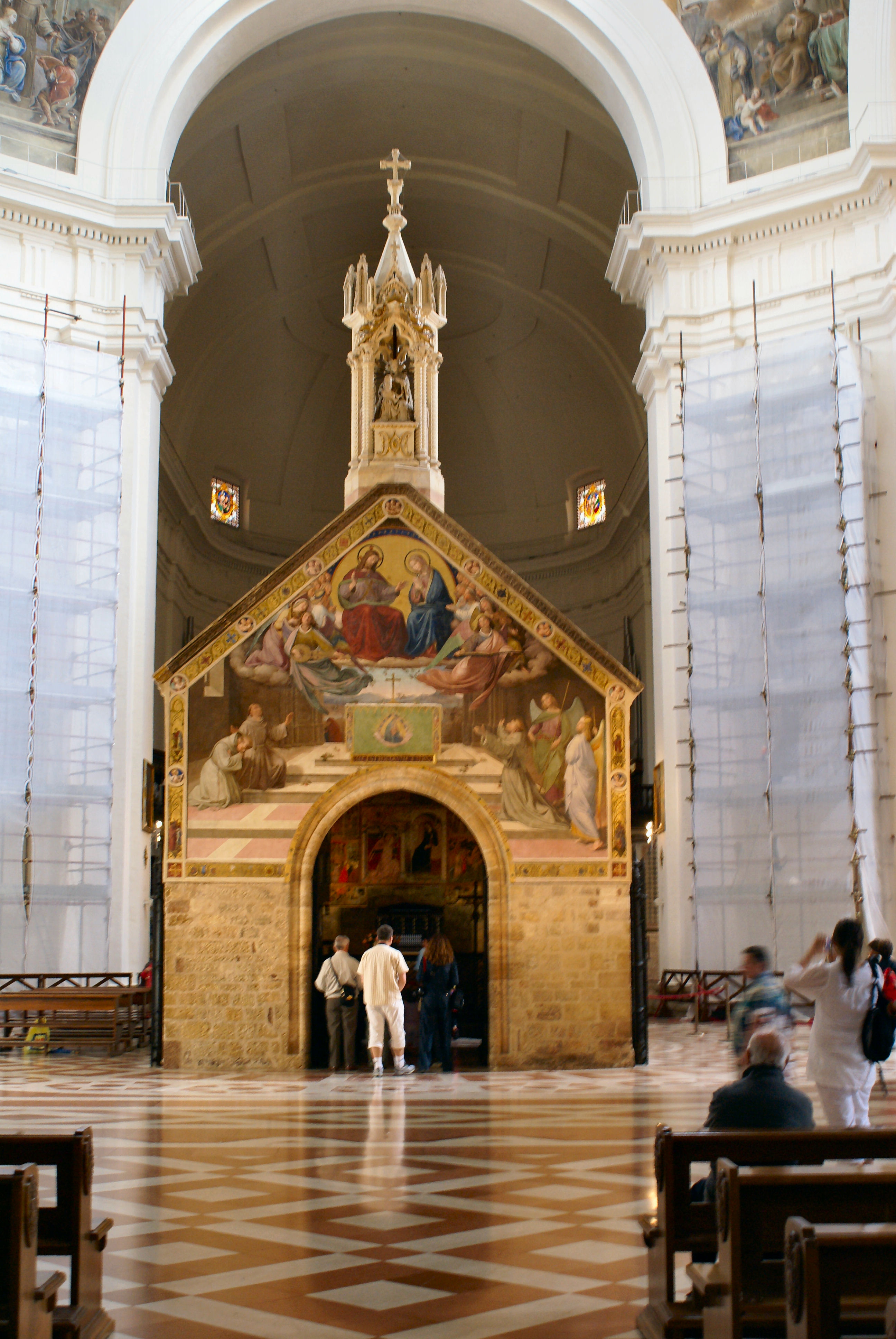
De Portiuncula

De chiesetta (het kerkje) van Portiuncula - het woord Porziuncula is Italiaans voor "klein stukje" - is de heiligste plaats voor de Franciscanen. Het kerkje, daterend uit de 9e eeuw, werd door de Benedictijnen aan Sint Franciscus gegeven en het is de plaats waar hij zijn roeping ontving.
Het kerkje is schitterend verlucht door kunstenaars uit verschillende perioden. Boven de ingang is een fresco van Johann Friedrich Overbeck (1829) die Sint Franciscus afbeeldt terwijl hij van Christus en de heilige Maagd de aflaat ontvangt die bekendstaat als de "Genade van Assisi". De rechter zijmuur toont twee fragmenten van fresco's door een onbekende schilder uit Umbrië. Het ernstige en strenge interieur is verlucht in een eenvoudige gotische stijl met fresco's uit de 14e en 15e eeuw. Het fraaiste schilderwerk is een zesdelig fresco in de apsis van het kerkje, geschilderd door Ilario da Viterbo (1393). Aan de achterzijde boven de ingang, is een fresco dat de kruisiging afbeeldt, geschilderd door Pietro Perugino.

## De Transito-kapel
De Transito-kapel (Transito=doorgang) is de kleine ruimte waar Sint Franciscus stierf op 3 oktober 1226. Het was een klein optrekje dat diende als verblijfplaats voor de zieken. Het is aan de buitenzijde gedecoreerd met het fresco "De transito" (1886), geschilderd door Domenico Bruschi. Binnen, boven het kleine altaar, is het koord van Sint Franciscus. Achter het altaar is een geglazuurd terracotta standbeeld van Sint Franciscus, gemaakt door Andrea della Robbia (ca. 1490). De muren tonen fresco-schilderingen van Lo Spagna (Giovanni di Pietro; 1520). Deze geven een afbeelding van de eerste volgelingen van Sint Franciscus, met hun naam boven hun portret: Ruffino, Leone, Masseo en Egidio.

## De crypte
Tussen 1965 en 1970 werd een nieuwe crypte gebouwd. Tijdens de opgravingen werden de fundamenten van de oorspronkelijke bebouwing rond de Portiuncula getoond. Het altaar van de crypte rust op een massieve, uit meerdere takken bestaande boomstronk die werd gebeeldhouwd door Francesco Prosperi. Achter het altaar staat een geëmailleerde, van bas-reliëfs voorziene terracotta tabernakel, gemaakt door Andrea della Robbia. De emoties van de getoonde figuren zijn met grote kunstvaardigheid en finesse uitgebeeld. Het bovenste deel laat onder andere 'de volgende scènes zien: Sint Franciscus ontvangt de stigmata, de Kroning van de heilige Maagd (met musicerende engelen), Sint Hiëronymus doet boete. Het onderste deel laat onder andere zien: De Annunciatie, De geboorte, en de Aanbidding der Koningen.

## De Rozentuin en de Rozenkapel

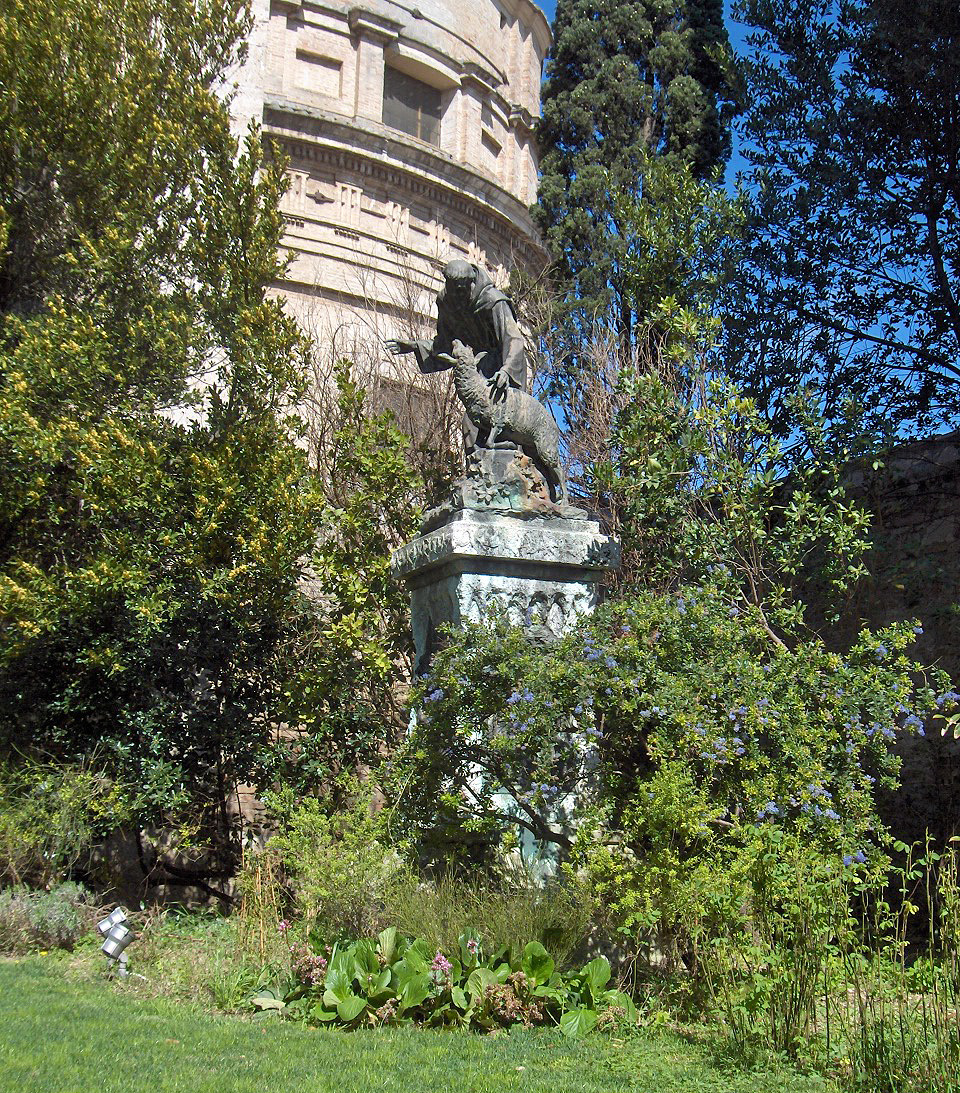
Rozentuin - bronzen beeld door V. Rossignoli (1916)

De Rozentuin kan worden betreden via de sacristie. De tuin is het laatste overblijfsel van het oude bos waarin Sint Franciscus en zijn mede-monniken leefden. Hier sprak hij tot de tortelduiven en nodigde hij ze uit om God te loven. En sinds mensenheugenis nestelen er duiven in de handen van het standbeeld van Sint Franciscus in de rozentuin.
Volgens de traditie (die reeds bestond aan het eind van de 13e eeuw) rolde Sint Franciscus, die de verleiding voelde om zijn roeping te verloochenen, zichzelf op een nacht naakt in een doornige braamstruik, in een poging om de twijfel en verleiding te overwinnen. Toen de braamstruik zijn lichaam raakte, veranderde die in een hondsroos. Sinds die tijd wordt de hondsroos-cultivar Rosa canina assisiensis in de Rozentuin gekweekt.

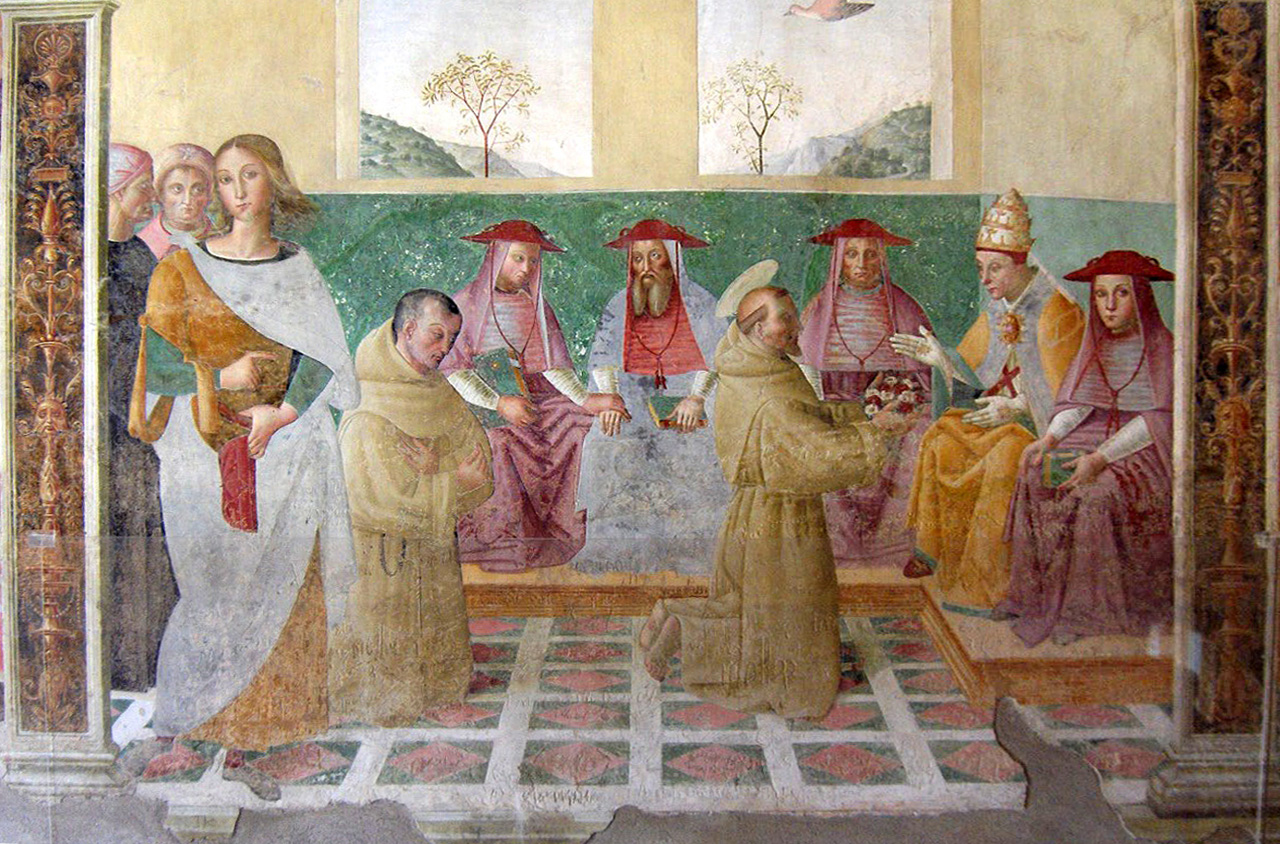
Toekenning van aflaten, fresco in de Rozenkapel door Tiberio d'Assisi

Vanuit de Rozentuin kan de Rozenkapel worden betreden. Dit was de cel waar Franciscus de nachten doorbracht met slaap, gebed en boetedoening. Hier heeft St. Franciscus ook St. Antonius van Padua ontmoet. Na zijn dood werd er een kapel gebouwd in de 13e eeuw, vergroot in de 15e eeuw door St. Bernardinus van Siena. Het werd verlucht tussen 1506 en 1516 met een serie fresco's afkomstig van verschillende kunstschilders, onder wie de Umbriër Tiberio d'Assisi. De serie beeldt de vroege franciscaanse gemeenschap uit, de eerste heiligen, het wonder van de rozen en de toekenning van aflaten.

## Het Museum
Het kleine klooster herbergt ook het museum van de Portiuncula met veel religieuze objecten, archeologische vondsten en een aanzienlijke kunstcollectie, waaronder:
- Het Crucifix door Giunta Pisano (1236).
- Een paneelschilderij portret van St. Franciscus door de (anonieme) "Maestro di San Francesco" (13e eeuw); het lichaam van de overleden heilige wordt hierop afgebeeld.
- Een paneelschilderij van St. Franciscus, toegeschreven aan Cimabue.
- Een Madonna met Kind door de schilder uit Siena: Sano di Pietro (14e eeuw).
- Een terracotta-beeld door Andrea della Robbia (c. 1490) met bovenaan van links naar rechts: Sint Franciscus ontvangt de stigmata, de Kroning van de heilige Maagd, Sint Hiëronymus doet boete. Het onderste deel laat onder andere zien: De Annunciatie, De geboorte, en de Aanbidding der Koningen.
- St. Franciscus en St. Clara door Cesare Sermei en zijn medewerkers.
- De Madonna van de Melk, meerkleurig terracotta beeld (eind 14e, begin 15e eeuw)
- Veel fresco's waarvan de maker en herkomst onzeker zijn.